# Лувуа (река)
Луву́а или Лову́а (между Бангвеулу и Мверу — Луапу́ла; в верховье — Чамбеши; фр. Luvua, Lovua) — река в Центральной Африке, протекает по территории Замбии и Демократической Республики Конго, правый приток Луалабы.
Между озёрами Бангвеулу и Мверу носит название Луапула.
Начинается на плато южнее озера Танганьика. Впадает в реку Луалаба неподалёку от города Анкоро.
Длина реки — около 1500 км, площадь водосборного бассейна реки составляет 265 300 км². Среднегодовой расход воды — 600 м³/с. Судоходна на 145 км от устья и выше озера Мверу. Подъём уровня воды в реке происходит с ноября по март — апрель, в сезон дождей.